# Annette Widmann-Mauz
Annette Widmann-Mauz (ur. 13 czerwca 1966 w Tybindze) – niemiecka polityk, działaczka Unii Chrześcijańsko-Demokratycznej (CDU), posłanka do Bundestagu, sekretarz stanu w resorcie zdrowia (2009–2018), następnie do 2021 minister stanu w Urzędzie Kanclerza Federalnego.

## Życiorys
Ukończyła szkołę średnią w Balingen, następnie studiowała nauki polityczne i prawo na Uniwersytecie w Tybindze. W latach 1993–1998 pracowała na tej uczelni przy projekcie organizowanym przez Komisję Europejską.
W 1984 dołączyła do Unii Chrześcijańsko-Demokratycznej. Została także działaczką jej organizacji młodzieżowej Junge Union (w latach 1986–1989 jako wiceprzewodnicząca JU w Badenii-Wirtembergii). W 1995 została przewodniczącą partyjnej frakcji kobiet Frauen-Union na poziomie kraju związkowego. Od 1999 przez dziesięć lat zasiadała w radzie powiatu Zollernalb.
W 1998 po raz pierwszy uzyskała mandat deputowanej do Bundestagu. Z powodzeniem ubiegała się o reelekcję na kolejne kadencje w wyborach w 2002, 2005, 2009, 2013, 2017 i 2021. W 2000 dołączyła do zarządu frakcji CDU/CSU, a w 2012 do zarządu federalnego CDU. W 2015 stanęła na czele niemieckiej struktury Frauden-Union. W 2009 objęła stanowisko parlamentarnego sekretarza stanu w resorcie zdrowia w gabinecie Angeli Merkel. W 2018 przeszła na stanowisko ministra stanu w Urzędzie Kanclerza Federalnego, odpowiadając za sprawy migracji, uchodźców i integracji. Zakończyła urzędowanie w 2021.
W 2020 objęła patronatem Janę Arabejkę, białoruską studentkę i więźniarkę polityczną.

## Odznaczenia
W 2023 otrzymała Order Zasługi Badenii-Wirtembergii.